# Babiana flabellifolia
Babiana flabellifolia är en irisväxtart som beskrevs av William Henry Harvey och Friedrich Wilhelm Klatt. Babiana flabellifolia ingår i släktet Babiana och familjen irisväxter. Inga underarter finns listade i Catalogue of Life.